# NGC 7419
NGC 7419 is een open sterrenhoop in het sterrenbeeld Cepheus. Het hemelobject werd op 3 november 1787 ontdekt door de Duits-Britse astronoom William Herschel.

## Synoniemen
- OCL 250